# Alexandru Epureanu
Alexandru Epureanu (moldaviska: Александру Епуряну), född den 27 september 1986 i Chișinău, Moldaviska SSR i Sovjetunionen, är en moldavisk fotbollsspelare.
Epureanu spelade mellan 2014 och 2023 för den turkiska klubben İstanbul Başakşehir.
Han var länge lagkapten för Moldaviens landslag vilka han representerade mellan 2006 och 2021. Epureanu spelade sin 100:e landskamp, mot Israel, den 31 mars 2021.